# Looze
Looze és un municipi francès, situat al departament del Yonne i a la regió de Borgonya - Franc Comtat. L'any 2007 tenia 456 habitants.

## Demografia

### Població
El 2007 la població de fet de Looze era de 456 persones. Hi havia 170 famílies, de les quals 32 eren unipersonals (12 homes vivint sols i 20 dones vivint soles), 51 parelles sense fills, 71 parelles amb fills i 16 famílies monoparentals amb fills.
La població ha evolucionat segons el següent gràfic:
Habitants censats

### Habitatges
El 2007 hi havia 201 habitatges, 166 eren l'habitatge principal de la família, 20 eren segones residències i 15 estaven desocupats. 196 eren cases i 5 eren apartaments. Dels 166 habitatges principals, 147 estaven ocupats pels seus propietaris i 20 estaven llogats i ocupats pels llogaters; 1 tenia una cambra, 2 en tenien dues, 21 en tenien tres, 42 en tenien quatre i 100 en tenien cinc o més. 129 habitatges disposaven pel capbaix d'una plaça de pàrquing. A 52 habitatges hi havia un automòbil i a 97 n'hi havia dos o més.

### Piràmide de població
La piràmide de població per edats i sexe el 2009 era:
| Homes | Edats   | Dones |
| ----- | ------- | ----- |
| 0     | 95 o +  | 0     |
| 0     | 90 a 94 | 8     |
| 4     | 85 a 89 | 0     |
| 0     | 80 a 84 | 0     |
| 12    | 75 a 79 | 12    |
| 8     | 70 a 74 | 4     |
| 0     | 65 a 69 | 16    |
| 12    | 60 a 64 | 4     |
| 16    | 55 a 59 | 16    |
| 12    | 50 a 54 | 4     |
| 20    | 45 a 49 | 24    |
| 20    | 40 a 44 | 20    |
| 12    | 35 a 39 | 16    |
| 16    | 30 a 34 | 8     |
| 4     | 25 a 29 | 12    |
| 8     | 20 a 24 | 24    |
| 28    | 15 a 19 | 28    |
| 28    | 10 a 14 | 12    |
| 20    | 5 a 9   | 20    |
| 8     | 0 a 4   | 4     |

## Economia
El 2007 la població en edat de treballar era de 280 persones, 206 eren actives i 74 eren inactives. De les 206 persones actives 192 estaven ocupades (99 homes i 93 dones) i 14 estaven aturades (7 homes i 7 dones). De les 74 persones inactives 29 estaven jubilades, 29 estaven estudiant i 16 estaven classificades com a «altres inactius».

### Ingressos
El 2009 a Looze hi havia 167 unitats fiscals que integraven 466 persones, la mediana anual d'ingressos fiscals per persona era de 19.115 €.

### Activitats econòmiques
Dels 13 establiments que hi havia el 2007, 2 eren d'empreses de fabricació d'altres productes industrials, 4 d'empreses de construcció, 1 d'una empresa de comerç i reparació d'automòbils, 2 d'empreses d'informació i comunicació, 1 d'una empresa immobiliària, 2 d'empreses de serveis i 1 d'una empresa classificada com a «altres activitats de serveis».
Dels 5 establiments de servei als particulars que hi havia el 2009, 1 era un guixaire pintor, 1 fusteria, 2 electricistes i 1 restaurant.
L'any 2000 a Looze hi havia 5 explotacions agrícoles.

## Equipaments sanitaris i escolars
El 2009 hi havia una escola elemental.

## Poblacions més properes
El següent diagrama mostra les poblacions més properes.